# ميليسوكوريون (ثيسالونيكي)
ميليسوكوريون (Μελισσοχώριον) هي مدينة في ثيسالونيكي في مقاطعة فوريا إلادا في اليونان.